# العلاقات المالديفية الساموية
العلاقات المالديفية الساموية هي العلاقات الثنائية التي تجمع بين المالديف وساموا.

## مقارنة بين البلدين
هذه مقارنة عامة ومرجعية للدولتين:
| وجه المقارنة                                              | المالديف       | ساموا                        |
| --------------------------------------------------------- | -------------- | ---------------------------- |
| المساحة (كم2)                                             | 298            | 2.84 ألف                     |
| عدد السكان (نسمة)                                         | 436.33 ألف     | 196.44 ألف                   |
| الكثافة السكانية (ن./كم²)                                 | 146.42 ألف     | 69.17                        |
| العاصمة                                                   | ماليه          | أبيا                         |
| اللغة الرسمية                                             | اللغة الديفهي  | لغة إنجليزية، اللغة الساموية |
| العملة                                                    | روفيه مالديفية | تالا ساموي                   |
| الناتج المحلي الإجمالي (بليون دولار)                      | 4.60 مليار     | 856.63 مليون                 |
| الناتج المحلي الإجمالي (تعادل القوة الشرائية) بليون دولار | 5.23 مليار     | 1.15 مليار                   |
| الناتج المحلي الإجمالي الاسمي للفرد دولار أمريكي          | 8.39 ألف       | 3.94 ألف                     |
| الناتج المحلي الإجمالي للفرد دولار أمريكي                 | 12.53 ألف      | 5.79 ألف                     |
| مؤشر التنمية البشرية                                      | 0.706          | 0.702                        |
| رمز المكالمات الدولي                                      | +960           | +685                         |
| رمز الإنترنت                                              | .mv            | .ws                          |
| المنطقة الزمنية                                           | ت ع م+05:00    | ت ع م+13:00                  |

## منظمات دولية مشتركة
يشترك البلدان في عضوية مجموعة من المنظمات الدولية، منها:
| علم المنظمة | اسم المنظمة                        | تاريخ انضمام المالديف | تاريخ انضمام ساموا |
| ----------- | ---------------------------------- | --------------------- | ------------------ |
|             | وكالة ضمان الاستثمار متعدد الأطراف | 19 مايو 2005          | 27 سبتمبر 2002     |
|             | منظمة الشرطة الجنائية الدولية      | ?                     | ?                  |
|             | منظمة حظر الأسلحة الكيميائية       | ?                     | ?                  |
|             | تحالف الدول الجزرية الصغيرة        | ?                     | ?                  |
|             | منظمة التجارة العالمية             | ?                     | ?                  |
|             | الأمم المتحدة                      | 21 سبتمبر 1965        | 15 ديسمبر 1976     |
|             | دول الكومنولث                      | ?                     | ?                  |
|             | مؤسسة التمويل الدولية              | 2 فبراير 1983         | 28 يونيو 1974      |
|             | يونسكو                             | 18 يوليو 1980         | 3 أبريل 1981       |
|             | مؤسسة التنمية الدولية              | 13 يناير 1978         | 28 يونيو 1974      |
|             | بنك التنمية الآسيوي                | 1978                  | 1966               |
|             | البنك الدولي للإنشاء والتعمير      | 13 يناير 1978         | 28 يونيو 1974      |
|             | الاتحاد البريدي العالمي            | ?                     | ?                  |
|             | الاتحاد الدولي للاتصالات           | 28 فبراير 1967        | 7 أكتوبر 1988      |

## وصلات خارجية
- موقع وزارة الخارجية المالديفية